# Osman Waqialla
Osman Waqialla (Rufa'a (Al-Jazirah), 1925 - 4 januari 2007) was een Soedanees kunstenaar.

## Levensloop
Waqialla studeerde in 1945 af in kunst aan de School of Design van de Gordon Memorial College, tegenwoordig de universiteit van Khartoem. Vervolgens ging hij met een studiebeurs van de Camberwell School of Arts and Crafts naar Londen waar hij doorstudeerde tot 1949. Vervolgens vertrok hij naar Caïro waar hij zich verder schoolde in de Arabische kalligrafie.
Begin jaren vijftig keerde hij terug naar Soedan en gaf hij les aan de school voor schone en toegepaste kunsten in Khartoem. In deze stad hield hij in 1952 zijn eerste expositie. In 1954 zette hij Studio Osman op, waarin hij zich tot 1964 toelegde op kalligrafische ontwerpen. Zijn atelier vormde in deze jaren een belangrijke ontmoetingsplaats voor andere kunstenaars en intellectuelen in Soedan.
Na de onafhankelijkheid van Soedan in 1956 leverde hij kalligrafische ontwerpen voor de munteenheid van Soedan. Drie jaar later, in 1967, vertrok hij naar Engeland waar hij ontwerpen maakte voor De La Rue, een belangrijke drukkerij van waardepapieren. In de Britse hoofdstad hield hij in 1969 zijn eerste buitenlandse expositie.
Naast in Europa en Afrika exposeerde Waqialla verder nog in de Verenigde Staten en het Midden-Oosten. Zijn werk is tegenwoordig grotendeels te vinden in Soedan en verder in het Smithsonian Institution, het British Museum en talrijke privé-collecties.
In 1995 keerde hij terug naar Soedan waar hij tot het eind van zijn leven woonde. In 2007 overleed hij op 81-jarige leeftijd aan malaria.